# Друммондов свет

Устройство друммондовой лампы.

Друммо́ндов свет (также свет рампы, англ. limelight) — тип сценического освещения, использовавшийся в театрах в 1860—1870 годах. Интенсивное свечение получалось с помощью кислородно-водородного пламени, направленного непосредственно на цилиндр из оксида кальция (негашёной извести, англ. lime), которая может нагреваться до 2572 °C (белого каления) без расплавления. Свет производится сочетанием теплового излучения и калильного свечения. Друммондов свет давно заменён электрическим освещением, однако, например, в английском языке название прочно укоренилось: к примеру, существует выражение «to be in the limelight», означающее «быть на виду; в центре внимания».

## История
Эффект яркого свечения раскалённого тела из оксида кальция (негашёной извести) впервые был открыт в 1820-х годах британским учёным Голдсуорси Гёрни на базе его работ с кислородно-водородными горелками, авторство которых обычно приписывают Роберту Хэйру (англ. Robert Hare (chemist)).
В 1825 году шотландский инженер Томас Друммонд увидел демонстрацию световых эффектов у Майкла Фарадея и понял, что тщательное изучение этих эффектов может быть полезным. Друммонд построил работающий прототип устройства в 1826 году, тогда и появилось понятие «друммондов свет».
Впервые такое освещение было использовано в Королевском театре Ковент-Гарден в Лондоне в 1837 году и использовалось повсеместно театрами в 1860-х и 1870-х годах. Друммондов свет в основном использовался для освещения сольных исполнителей на манер прожектора: сцена была затемнена, и свет падал только на исполнителя. Дуговые электрические лампы очень быстро вытеснили друммондов свет в конце XIX века.